# Der Vampir von Notre Dame
Der Vampir von Notre Dame (Originaltitel: I vampiri) ist ein 1956 entstandener Horrorfilm, der erste italienische nach dem Zweiten Weltkrieg. Riccardo Freda wird als Regisseur geführt; Kameramann und Ko-Drehbuchautor (unter Pseudonym) Mario Bava inszenierte Teile des Filmes, der am 28. November 1958 in deutsche Kinos gelangte.

## Handlung
Eine blutleere weibliche Leiche wird aus der Seine gefischt; ein Rätsel für Inspektor Santel, eine Spitzennachricht für den Reporter Pierre Lantin. Schnell gerät er auf die Spur des offenbar Süchtigen Joseph Signoret, der von Professor DuGrand mit Spritzen versorgt wird. Die Schlossherrin Gisèle DuGrand, die mit ihrer Tante, der Herzogin, lebt, ist mit der Familie des Reporters unselig verbunden – abgewiesene Liebe verbitterte sie.
Während Lantin mit Hilfe der Schülerin Laurette, die allerdings spurlos verschwindet, und seinem Reporterkollegen Roland Fontaine Ermittlungen anstellt und dabei Inspektor Santel mehr und mehr verärgert – Spuren führen ins Nichts, Beweise sind plötzlich nichtexistent – findet Signoret den Weg zum Professor, der daraufhin sein eigenes Begräbnis inszeniert, um seine Geheimexperimente weiterführen zu können: Er kann bereits Tote wiedererwecken und Jugend erhalten, benötigt dazu aber das Blut junger Mädchen für die angebliche Gisèle, die mit der Herzogin identisch ist. Diese Mädchen beschafft Signoret, der als Gegenleistung das lebenserhaltende Elixier gespritzt bekommt.
Bei einem Fest kommt Roland hinter das Geheimnis von Gisèle und bezahlt mit dem Leben; bei eigenständigen Nachforschungen kann Pierre den unglücklichen Signoret vom Schloss weg- und zur Polizei bringen. Der daraufhin stattfindende Besuch zu nächtlicher Stunde auf dem Schloss bleibt zunächst erfolglos, bis die nachlassende Wirkung des Serums Gisèle DuGrand in Sekundenschnelle altern lässt und die ganze Wahrheit enthüllt werden kann.

## Kritik
Wie bei Genrefilmen üblich beurteilte die zeitgenössische konfessionelle Kritik den Film vernichtend: „Gulasch aus filmischen Resten“ (Filmdienst); „widerwärtiges Produkt krankhafter Phantasie“ (Filmbeobachter); „Primitiv gebastelter Gruselfilm, der weder aus der makabren Handlung noch aus den sich daraus ergebenden Versatzstücken des Genres irgendein Kapital zu schlagen versteht.“ (Lexikon des internationalen Films).
Heute wird er jedoch zu den Klassikern des gotischen Horrorfilms gezählt:

„(Freda) skizzierte bereits die wesentlichen Kriterien der italienischen „gothic horrors“ vor: die starke Betonung der visuellen Komponente; die Wichtigkeit von Sex und erotischer Spannung; die Entschlossenheit, die Aktionen auch zu zeigen, sie nicht nur zu versprechen. Das hieraus entstandene Gruselstück ist prachtvoll anzusehen und gehört fraglos zu den eindrucksvollsten Beispielen seiner Gattung.“

## Hintergrund
Freda versprach, den Film in zwölf Tagen zu drehen; als er nach zehn Tagen merkte, den Plan nicht einhalten zu können, überwarf er sich mit dem Produzenten und verließ die Produktion; Mario Bava übernahm und drehte die restlichen Szenen in zwei Tagen zu Ende.
Die Transformation von Gisèle zur alten Gräfin wurde fast ausschließlich mit Beleuchtungseffekten realisiert.
Die US-amerikanische Fassung des Filmes enthält zwei dort gedrehte Szenen, die sich in Körnung und Qualität deutlich unterscheiden; der gesamte Film dauert in dieser Version 69 Minuten.